# Рудня (Лебедянковский сельсовет)
Ру́дня (бел. Рудня) — деревня в составе Лебедянковского сельсовета Белыничского района Могилёвской области Республики Беларусь.

## Население
- 2010 год — 27 человек

## Галерея

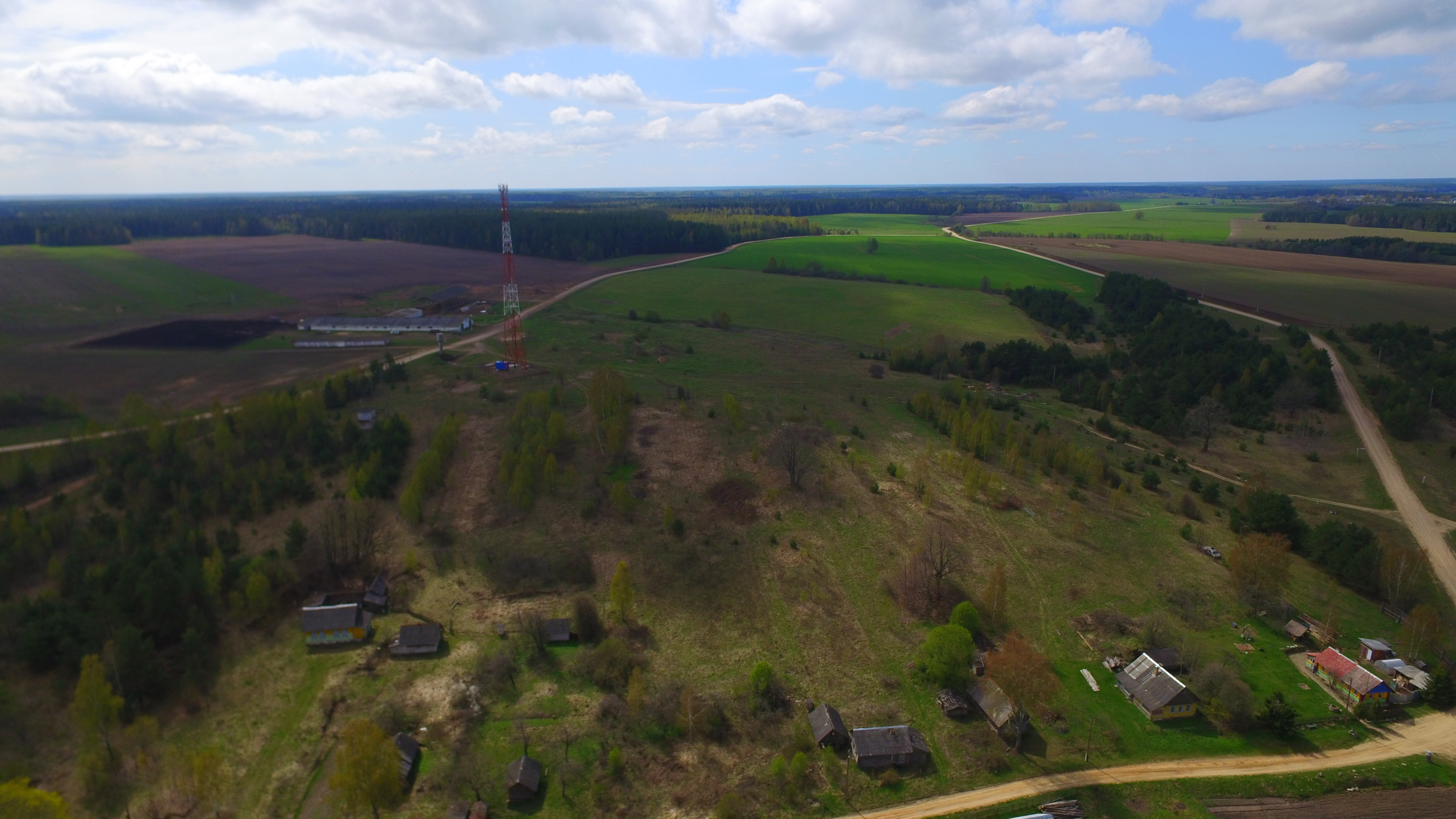
Рудня вид на ферму и дорога на Лебедянку
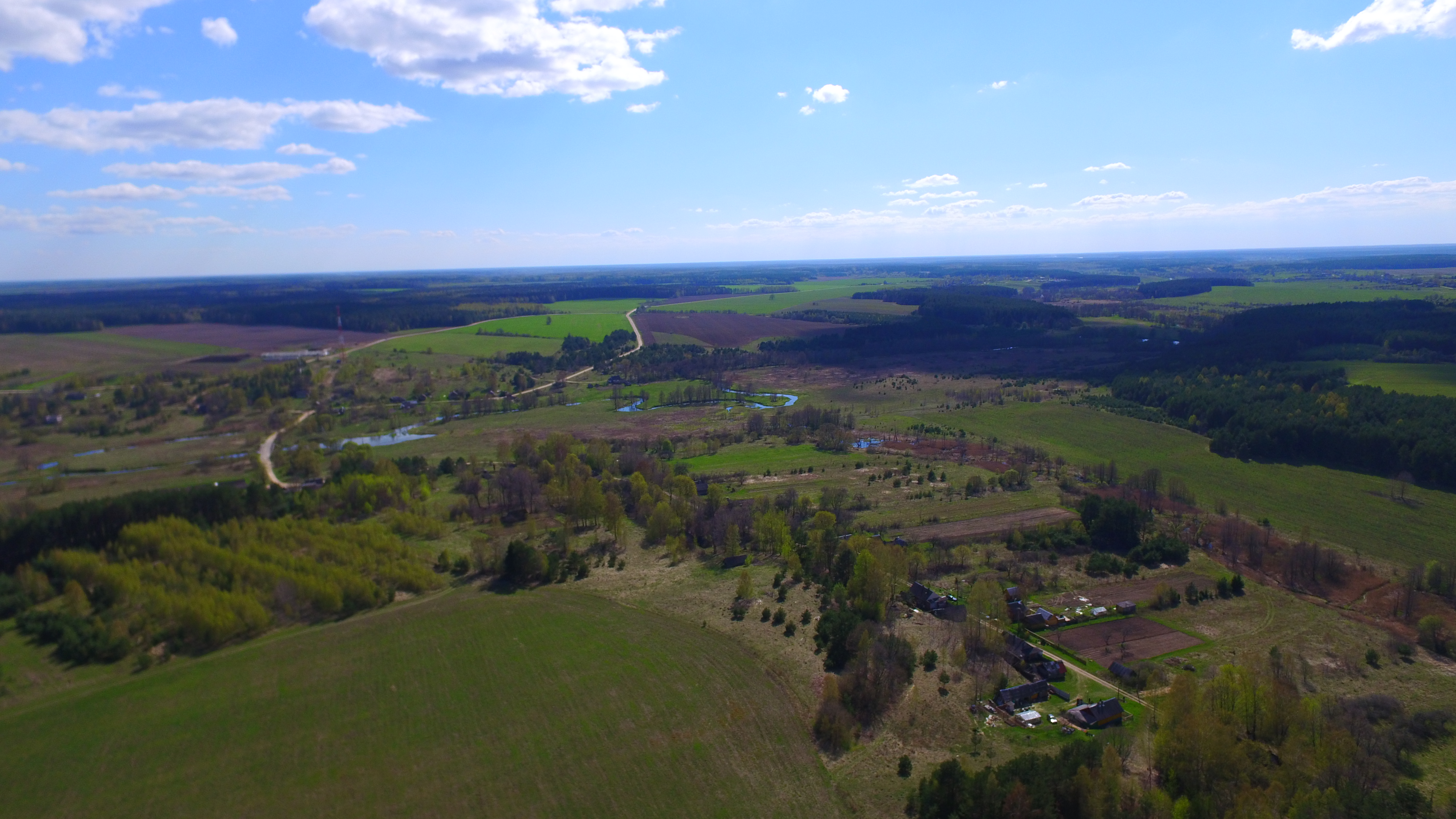
Рудня Заречная улица
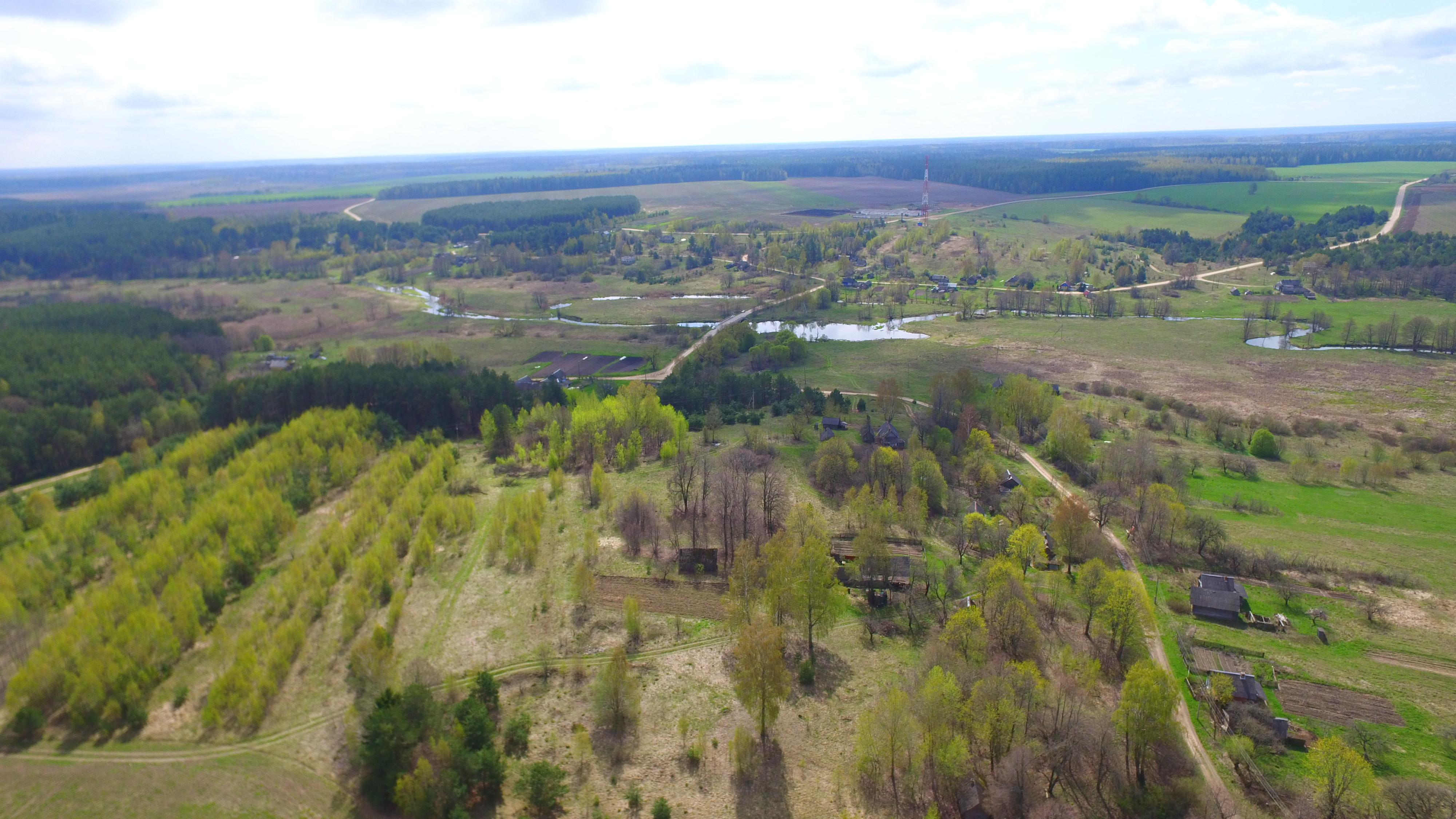
Рудня вид с поля на речку Вабич